# Hlebce
Hlebce – wieś w Słowenii, w gminie Radovljica. W 2018 roku liczyła 276 mieszkańców.